# Silnice II/265
Silnice II/265 je silnice II. třídy, která vede od hraničního přechodu Varnsdorf / Seifhennersdorf do Lipové. Je dlouhá 26,4 km. Prochází jedním krajem a jedním okresem.

## Vedení silnice

### Ústecký kraj, okres Děčín
- Varnsdorf (křiž. III/2641)
- Studánka (křiž. I/9, peáž s I/9)
- Krásná Lípa (křiž. II/263, III/2652, peáž s II/263)
- Krásný Buk (křiž. III/2653)
- Zahrady (křiž. III/2655, III/2656)
- Vlčí Hora
- Brtníky (křiž. III/2657, III/2659)
- Mikulášovice (křiž. III/26510)
- Staré Hraběcí (křiž. III/26513)
- Janovka (křiž. III/26515)
- Velký Šenov (křiž. III/26518)
- Lipová (křiž. II/266)